# Eckersten

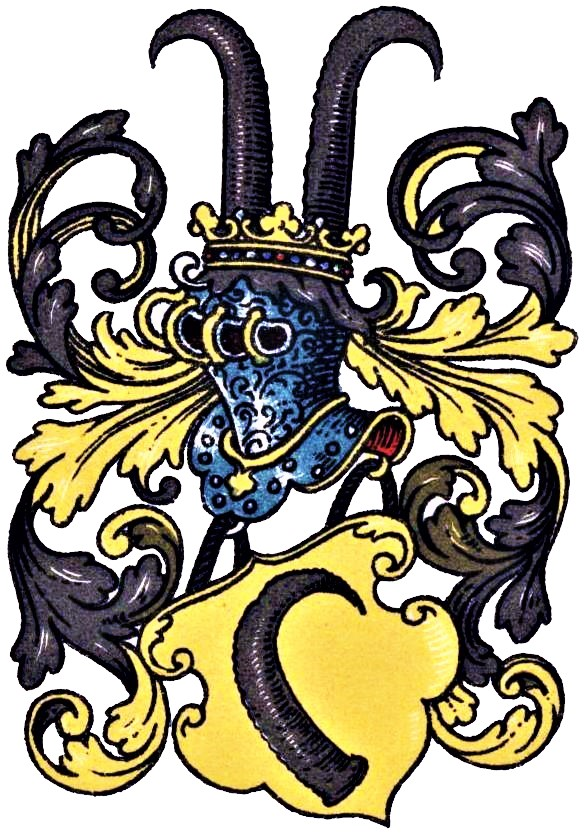
Wappen derer von Eckersten im Wappenbuch des Westfälischen Adels

Eckersten (auch: Eckerstein, Exten, Exter o. ä.) ist der Name eines niedersächsisch-westfälischen Adelsgeschlechts.

## Geschichte

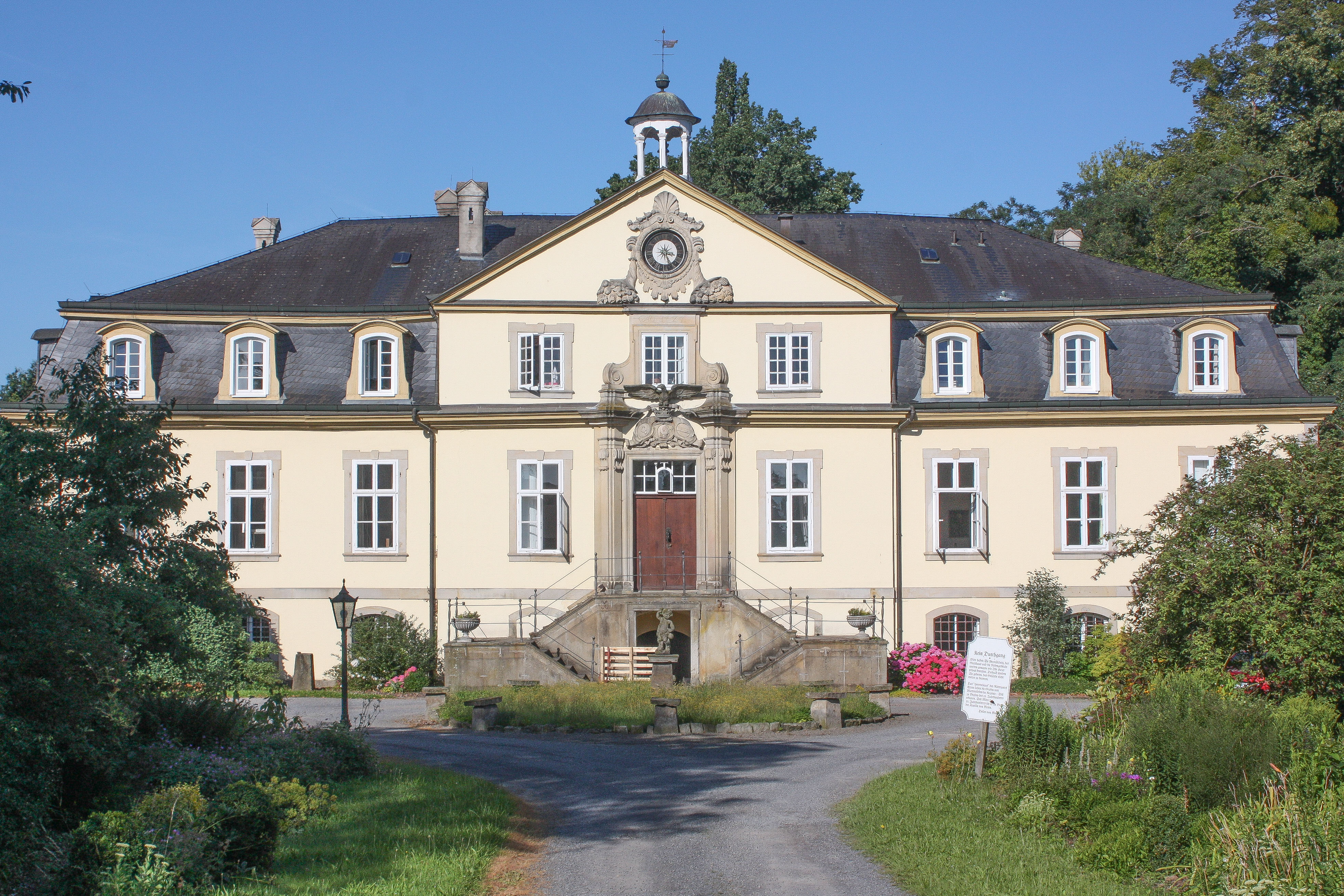
Haus Exten von Osten

Wappen der Besitzer von Haus Exten (v.l.: Eckersten, Wartensleben, Meien)

Das Geschlecht kam insbesondere im Mindenschen vor. Laut Spießen soll es seinen Namen von den Externsteinen haben. Tatsächlich war aber der Stammsitz Rittergut Exten im Ortsteil Exten der Stadt Rinteln im niedersächsischen Landkreis Schaumburg namensgebend.
Laut einer Sage soll ein Gerslaff vom Mindener Bischof nach Rom entsandt worden sein. Für seine treuen Dienste sei Gerslaff 1213 vom Bischof mit Land in Exten und Rinteln belohnt worden. Gerslaffs Familie soll daraufhin 1236 in der Nähe der heutigen Gebäude einen „wehrhaften Adelshof“ erbaut und sich nach diesem „von Eckersten“ genannt haben. Tatsächlich erscheint der Rittersitz urkundlich erstmals 1224, schon damals im Familienbesitz, und blieb bis in die erste Hälfte des 16. Jahrhunderts in Händen der Familie. Zunächst besaß die Familie das Haus als beamtete Hauptmeier. Um 1300 war Arnold von Eckersten Besitzer des Hauses. Zu diesem Zeitpunkt war das Haus bereits ein Lehen des Bistums Minden.
Die Familie erlosch mit dem Tod von Bernhard von Exter, dem Letzten den Geschlechts, im Jahr 1543.

## Wappen
Blasonierung: In Gold ein nach Links herüber gebogenens schwarzes Gemshorn. Auf dem gekrönten Helm zwei nach außen gebogene schwarze Gemshörner. Die Helmdecken sind schwarz-golden.